# Charlotte Aïssé
Charlotte Elizabeth Aicha (conhecida como Mademoiselle Aïssé, uma corruptela de Haïdé), (Circássia, 1693 — Paris, 13 de março de 1733) foi uma missivista francesa mais conhecida por suas cartas: Cartas de mademoiselle Aïssé para a madame C***.

## Biografia
Filha de um chefe circassiano cujo palácio foi atacado e saqueado pelos turcos, aos quatro anos de idade, Aïssé foi vendida a um mercador de escravos, e posteriormente comprada pelo Conde de Ferriol, irmão de Claudine Tencin, e embaixador francês em Constantinopla.
Foi criada em Paris pela cunhada de Ferriol junto com seus próprios filhos, d'Argental e Pont de Veyle. Sua grande beleza e história romântica fizeram dela a personalidade do momento, e atraiu a atenção do regente, Filipe II, Duque d'Orleães, cujas propostas fez questão de recusar. Construiu um vínculo profundo e duradouro com o Chevalier d'Aydie, com quem teve uma filha.

## Cartas
Suas cartas a sua amiga Madame Calandrini, contêm muitas informações interessantes sobre celebridades contemporâneas, especialmente sobre a marquesa de Deffand e a Madame de Tencin, mas elas são, acima de tudo, de interesse pelo retrato que oferecem da ternura e fidelidade da própria escritora. Suas Lettres de Mlle Aïssé foram editadas por Voltaire (1787), por J. Ravenel, com uma nota de Charles Augustin Sainte-Beuve (1846) e por Eugene Asse (1873).

## Legado
A história de Aïssé e do Conde de Ferriol inspirou a Histoire d'une Grecque moderne do abbé Prévost. Também foi o tema em três peças teatrais: La Circassienne, por Alexandre de Lavergne (1854), por Louis Bouilhet (1872) e por Dejoux (1898).